# Blue Steel (1990)
Blue steel is een Amerikaanse thrillerfilm uit 1990, geregisseerd door Kathryn Bigelow. Hoofdrollen worden vertolkt door Jamie Lee Curtis, Ron Silver en Clancy Brown.

## Verhaal
Een jonge politieagente raakt verstrikt in een kat-en-muisspel met een psychopaat die een ziekelijke obsessie voor haar heeft gekregen, nadat hij getuige was bij een overval.

## Rolverdeling
| Acteur           | Personage                   |
| ---------------- | --------------------------- |
| Jamie Lee Curtis | Agent Megan Turner          |
| Ron Silver       | Eugene Hunt                 |
| Clancy Brown     | Rechercheur Nick Mann       |
| Louise Fletcher  | Shirley Turner              |
| Philip Bosco     | Frank Turner                |
| Richard Jenkins  | Advocaat Dawson             |
| Elizabeth Pena   | Tracy                       |
| Kevin Dunn       | Assistent-chef Stanley Hoyt |
| Tom Sizemore     | Overvaller supermarkt       |
| Mike Hodge       | Commissaris NYPD            |
| Mike Starr       | Opzichter                   |
| Toni Darling     | Prostituee                  |